# Skyler White
Skyler White (nata Lambert) è un personaggio immaginario della serie televisiva statunitense Breaking Bad, trasmesso dalla AMC. È interpretata da Anna Gunn e doppiata da Alessandra Korompay. Il 19 luglio 2012, Gunn è stata nominata per il Premio Primetime Emmy come miglior attrice non protagonista in una serie drammatica per il suo lavoro sulla quarta stagione.

## Storia del personaggio
È la moglie di Walter White, e con esso ha un figlio, Walter Jr., e una figlia neonata, Holly. Skyler è dodici anni più giovane di Walter, che ha incontrato quando lavorava in un ristorante di Albuquerque. Si occuperà, come contabile dell'autolavaggio, del riciclaggio del denaro guadagnato da suo marito Walt con la produzione di metanfetamina.